# Val d'Orcia
La Val d'Orcia è un'ampia campagna situata in Toscana, nella provincia di Siena e sul confine nella provincia di Grosseto, a nord e a est del monte Amiata e vicina al confine con l'Umbria. Attraversata dal fiume Orcia al centro, che le dà il nome, è caratterizzata da gradevoli paesaggi e da svariati centri di origine medievale, due dei quali molto noti come Pienza e Montalcino. Albero caratteristico il cipresso, cibi e vini tipici i Pici, i salumi di Cinta senese, il Pecorino di Pienza, il Brunello di Montalcino e la nuova denominazione del vino DOC Orcia.

## Geografia fisica

### Geografia
Il tipo ambientale prevalente sul Cono vulcanico del monte Amiata è dato dalla presenza di tipi fitocenotici molto rappresentativi (selve e cedui castanili), e peculiari (faggete mesotrofiche ipsofile) per l'isolamento orografico ed ecologico dell'edificio vulcanico. Discreto, a tratti ottimo, lo stato di conservazione. Altri tipi ambientali rilevanti sono le praterie secondarie.

### Comuni
I comuni che costituiscono il Parco Artistico Naturale e Culturale della Val d'Orcia sono i cinque comuni senesi di Castiglione d'Orcia, Montalcino, Pienza, Radicofani, San Quirico d'Orcia. Altri centri importanti sono frazioni dei sei comuni: Contignano, Monticchiello, Bagno Vignoni, Rocca d'Orcia, Campiglia d'Orcia, Bagni San Filippo, Vivo d'Orcia. Hanno parte del loro territorio nella Val d'Orcia, anche se non fanno parte del parco, Sarteano, con la frazione di Castiglioncello del Trinoro, e Castel del Piano in provincia di Grosseto con la frazione di Montenero d'Orcia. Moltissime aziende agrituristiche, case rurali e rocche con impervie torri si disperdono nell'isolato e tranquillo paesaggio. Ai confini della valle si trovano Montepulciano, Chianciano e Trequanda.

## Ambiente

### L'area naturale protetta
Alla protezione dell'UNESCO si somma la protezione italiana come Area Naturale Protetta di Interesse Locale (ANPIL) “Val d'Orcia” dal 1999, su una superficie di 18.500 ettari. In parte compreso nell'ANPIL si trova anche il sito di interesse regionale, proposto come sito di importanza comunitaria (pSIC), "Cono vulcanico del Monte Amiata" (cod. IT51A0017).
All'interno dell'area naturale sono da segnalare anche i celebri cipressi di San Quirico d'Orcia.

### SIR "cono vulcanico del Monte Amiata"
Il cono vulcanico del Monte Amiata è caratterizzato da un paesaggio alto montano con matrice forestale continua. 
I principali elementi di criticità interni al sito sono: 
- Pratiche selvicolturali che inducono un abbassamento dei livelli di naturalità.
- Presenza, sino alla vetta, di impianti turistici (soprattutto sciistici) e della relativa viabilità; ne conseguono elevati carichi turistici invernali ed estivi, l'antropizzazione e la frammentazione degli habitat, il disturbo alla fauna, l'inquinamento delle acque, la diffusione di piante appartenenti a specie o ecotipi non locali, con rischio di inquinamento genetico, e l'innesco di fenomeni erosivi.

I principali elementi di criticità esterni al sito sono: 
- Centri abitati e zone antropizzate ai limiti del sito.

I principali obiettivi di conservazione da adottare sono: 
1. Conservazione della matrice forestale e incremento della caratterizzazione ecologica e della maturità delle compagini boschive (E).
2. Controllo dell'antropizzazione, riducendo al minimo possibile gli eventuali ulteriori incrementi delle strutture turistiche e della viabilità (M).
3. Tutela e gestione razionale delle scarsissime zone aperte, che costituiscono l'habitat di varie specie endemiche o minacciate (M).

Indicazioni per le misure di conservazione: 
- Coordinamento della pianificazione forestale, nell'intero sito, e suo adeguamento rispetto agli obiettivi di conservazione, in modo da garantire il mantenimento dei boschi di alto fusto e dei castagneti da frutto, l'incremento della maturità dei soprassuoli nelle stazioni più adatte e la tutela delle fasi mature e senescenti, salvaguardando gli alberi di grosse dimensioni e marcescenti (E).
- Controllo dell'impatto causato dalle infrastrutture e dalle attività sciistiche e turistiche, in generale, relativamente a eventuali ipotesi di sviluppo e agli interventi di ripristino ambientale (scelta di specie ed ecotipi da utilizzare, per opere di inerbimento delle piste e delle scarpate, ecc.) (E).
- Misure gestionali o normative per garantire la conservazione e la gestione adeguata delle scarsissime zone aperte (M).

### Flora
Principali emergenze relative alla fitocenosi: Faggete di altitudine del Monte Amiata (Monotropo-Fagetum sylvaticae (Arrigoni et Nardi) Ubaldi). Tra le specie vegetali: la bivonea di Savi Jonopsidium savianum, rara specie presente in Toscana in alcune stazioni delle colline subcostiere livornesi e in una stazione alle pendici del M. Amiata; l'elleborine della Persia (Epipactis persica subsp. pontica), entità molto rara in Italia, nota in Toscana per due località del Monte Amiata. Da citare inoltre il famoso albero monumentale Rovere delle Checche, nel comune di Pienza.

### Fauna
L'avifauna, poco conosciuta, comprende alcune specie rare e minacciate legate alle poche zone aperte, oltre a varie specie di rapaci. Presente il biancone (Circaetus gallicus), probabilmente nidificante con più coppie. Da segnalare la presenza del predatore Felis silvestris silvestris e tra gli anfibi, Triturus carnifex, endemismo italiano. Presenti anche invertebrati rari, localizzati ed endemici. Tra i rettili: il cervone (Elaphe quatuorlineata) e la testuggine di Hermann (Testudo hermanni).

## Turismo
La Val d'Orcia è un territorio ad elevato interesse turistico grazie alle peculiarità storico-paesaggistiche, come il Castello di Velona, nonché a borghi caratteristici come San Quirico d'Orcia e Castiglione d'Orcia. Particolarmente sviluppato è anche il turismo eno-gastronomico. L'intera area è un importante punto di transito per gli itinerari di pellegrinaggio che tutt'oggi ripercorrono l'antica Via Francigena. Da alcuni anni il territorio della Val d'Orcia è stato particolarmente valorizzato grazie alla riscoperta ed alla valorizzazione di un turismo particolare legato alla ferrovia. 
Tramite la riscoperta di antiche linee storiche non più attive per il servizio regolare come l'Asciano-Monte Antico e l'esecuzione di treni storici a vapore, il territorio è stato reso ancora più fruibile e raggiungibile con un diverso approccio che vede appunto il treno come mezzo di trasporto utile alla valorizzazione del territorio e alla salvaguardia di un patrimonio ferroviario ed architettonico altrimenti destinato all'oblio e al deperimento.
La Val d'Orcia si trova nel pieno del percorso della manifestazione ciclistica Eroica, le cui strade bianche possono essere scoperte tutto l'anno sia in bici che in moto.

### Patrimonio dell'umanità
La valle è anche un importante parco, naturale, artistico e culturale, e dal 2 luglio 2004 è stato riconosciuto patrimonio mondiale dell'umanità dall'UNESCO, per lo stato di conservazione eccellente del panorama, così come prodotto da un'intelligente opera di antropizzazione, il quale ha avuto una notevole influenza su molti artisti del Rinascimento. La commissione ha così giustificato l'inserimento nella lista:
Criterio (vi): il paesaggio della Val d'Orcia è stato celebrato dai pittori della Scuola Senese, fiorita durante il Rinascimento. Le immagini della Val d'Orcia ed in particolar modo le riproduzioni dei suoi paesaggi, in cui si raffigura la gente vivere in armonia con la natura, sono diventate icone del Rinascimento ed hanno profondamente influenzato il modo di pensare il paesaggio negli anni futuri.»

## Cinema
Grazie alle peculiarità paesaggistiche che rendono la Val d'Orcia uno dei luoghi più suggestivi al mondo, l'intera area è stata più volte scelta come ambientazione per film di rilevanza internazionale. In tal caso si può citare Il gladiatore di Ridley Scott. Due fra le scene clou sono girate in Val d'Orcia: la casa del Gladiatore è il Podere di Poggio Manzuoli, alle porte di San Quirico d'Orcia, dove si svolge la scena cruenta del massacro della moglie e del figlio di Massimo per mano dei soldati romani. Mentre la scena in cui il protagonista si inoltra nei Campi Elisi scendendo lungo un declivio, camminando immerso nelle spighe di grano per ricongiungersi con la famiglia che lo attende più in basso è stata girata a Terrapille, nella campagna di Pienza. 
Qualche anno prima (1996) a Sant’Anna in Camprena, nel comune di Pienza, viene girato Il paziente inglese, film diretto da Anthony Minghella, tratto dall'omonimo romanzo dello scrittore canadese Michael Ondaatje. 
Alcuni scorci delle crete della Val d’Orcia, sono visibili ne Il Cristo proibito, film del 1951 diretto da Curzio Malaparte. 
A Pienza, nel cortile e negli interni di Palazzo Piccolomini fu girato nel 1968 il Romeo e Giulietta diretto da Franco Zeffirelli; e sempre il regista fiorentino ha ambientato alcune scene di Fratello sole, sorella luna (1972) all'Abbazia di Sant'Antimo e nella Fortezza di Montalcino. 
Bagno Vignoni poi è stata il palcoscenico di Nostalghia, un film di Andrej Tarkovskij del 1983, pellicola che ha contribuito, per prima, ad incrementare la fama del gioiello termale della Val d’Orcia e della sua piazza allagata nel mondo. Sempre nella suggestiva piazza allagata di Bagno Vignoni è stato girato Al lupo al lupo, film del 1992 diretto e interpretato da Carlo Verdone, con Francesca Neri e Sergio Rubini. In una scena i tre fratelli fanno un bagno notturno nella celebre vasca. Qualche anno dopo (2000) è la volta di Al momento giusto, commedia diretta ed interpretata da Giorgio Panariello nei panni di un giornalista di provincia, con Kasia Smutniak e Luisa Corna. Oltre ad una scena girata nella piazza di Montalcino, si ricorda la cena romantica di Panariello e la Corna, proprio al centro della vasca di Bagno Vignoni. 
Nel 1991 uno dei film di (e con) Francesco Nuti, Donne con le gonne, con Carole Bouquet, è stato in parte ambientato nel comune di Pienza, con scene nelle celebri curve di Monticchiello e in un casale in piena Val d’Orcia. 
Nel 2003, il film La meglio gioventù ambienta alcune scene in un casolare del luogo che i protagonisti fanno ristrutturare mantenendo lo spirito e i materiali tradizionali del luogo.
Sempre nel 2003, Massimo Ceccherini dirige e interpreta nel centro di San Quirico e nella campagna di Pienza, La mia vita a stelle e strisce, dove protagonista è la giunonica modella svedese Victoria Silvstedt. Ancora fra San Quirico, Bagno Vignoni, Pienza e Radicofani, nel 2014, è la volta de La scuola più bella del mondo, un film commedia diretto da Luca Miniero con Christian De Sica, Rocco Papaleo e Angela Finocchiaro. Nel 2017 una produzione Usa ambienta a San Quirico “La voce della pietra”, con la regia di Eric D.Howell, un thriller psicologico tratto dal romanzo di Silvio Raffo. Fra le attrici protagoniste Caterina Murino ed Emilia Clarke; luoghi interessati sono gli Horti Leonini, via Poliziano e via Dante Alighieri, all’altezza di Palazzo Chigi. 
Sempre Pienza e San Quirico sono stati il set della serie tv di successo anglo-italiana I Medici, creata da Frank Spotnitz e Nicholas Meyer, prima edizione andata in onda dal 2016, con Richard Madden (Cosimo de’ Medici) e Stuart Martin (Lorenzo), con Dustin Hoffman nei panni di Giovanni di Bicci de' Medici. Ultimo in ordine di tempo, nel 2020, anno di Covid, è stato girato Tutti per 1 -1 per tutti, commedia di Giovanni Veronesi, con Pierfrancesco Favino, Rocco Papaleo, Valerio Mastandrea, Margherita Buy e Giulia Michelini. *( Lorenzo Benocci e Cristiano Pellegrini, Ciak Val d'Orcia, in Valore Val d'Orcia. Il fenomeno del paesaggio italiano più iconico al mondo, Siena, Primamedia Editore, 2021,  pp. 62-67, ISBN 9788896905418.)

## Galleria d'immagini

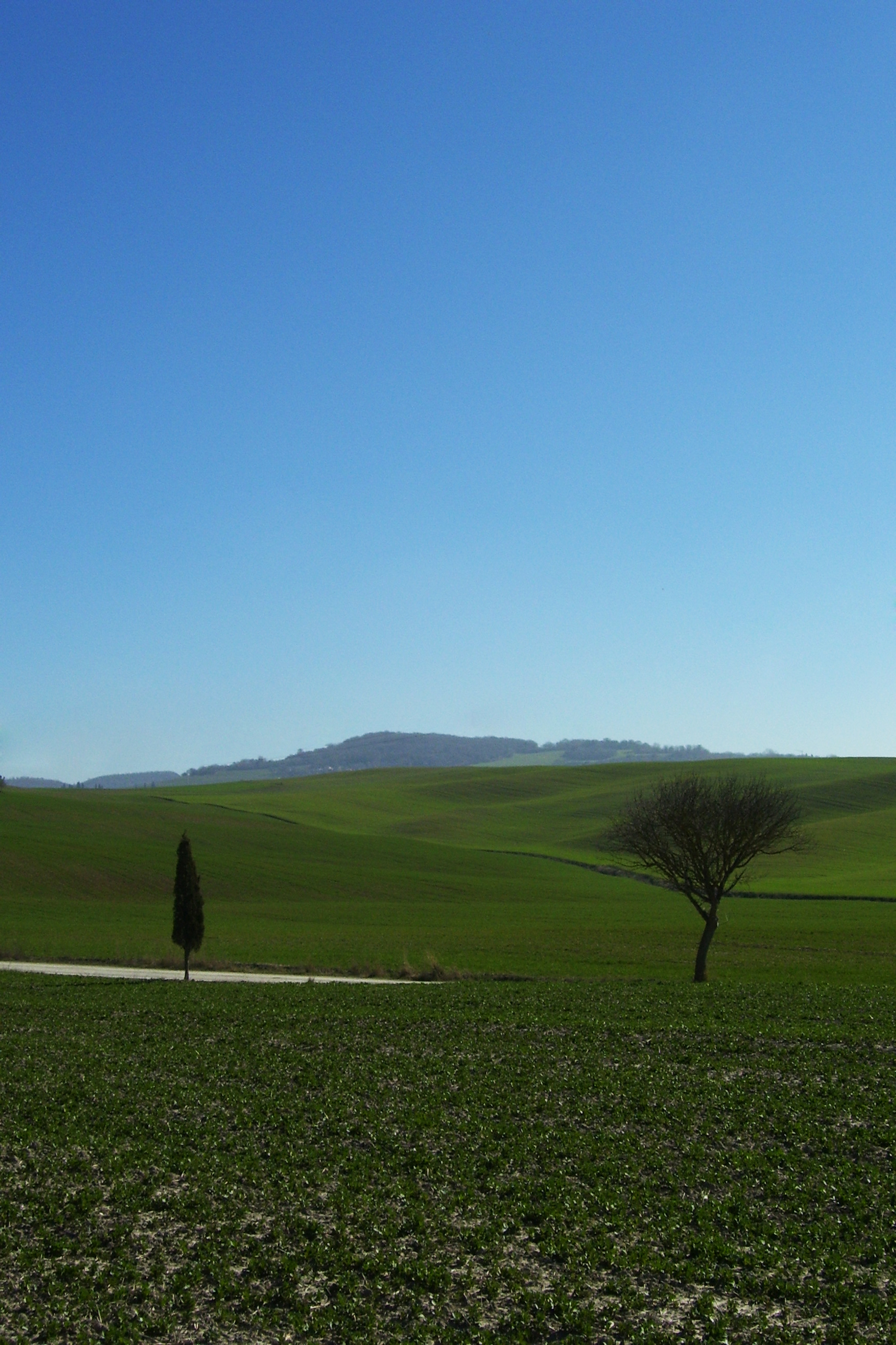
Scorcio di campagna nei pressi di Pienza
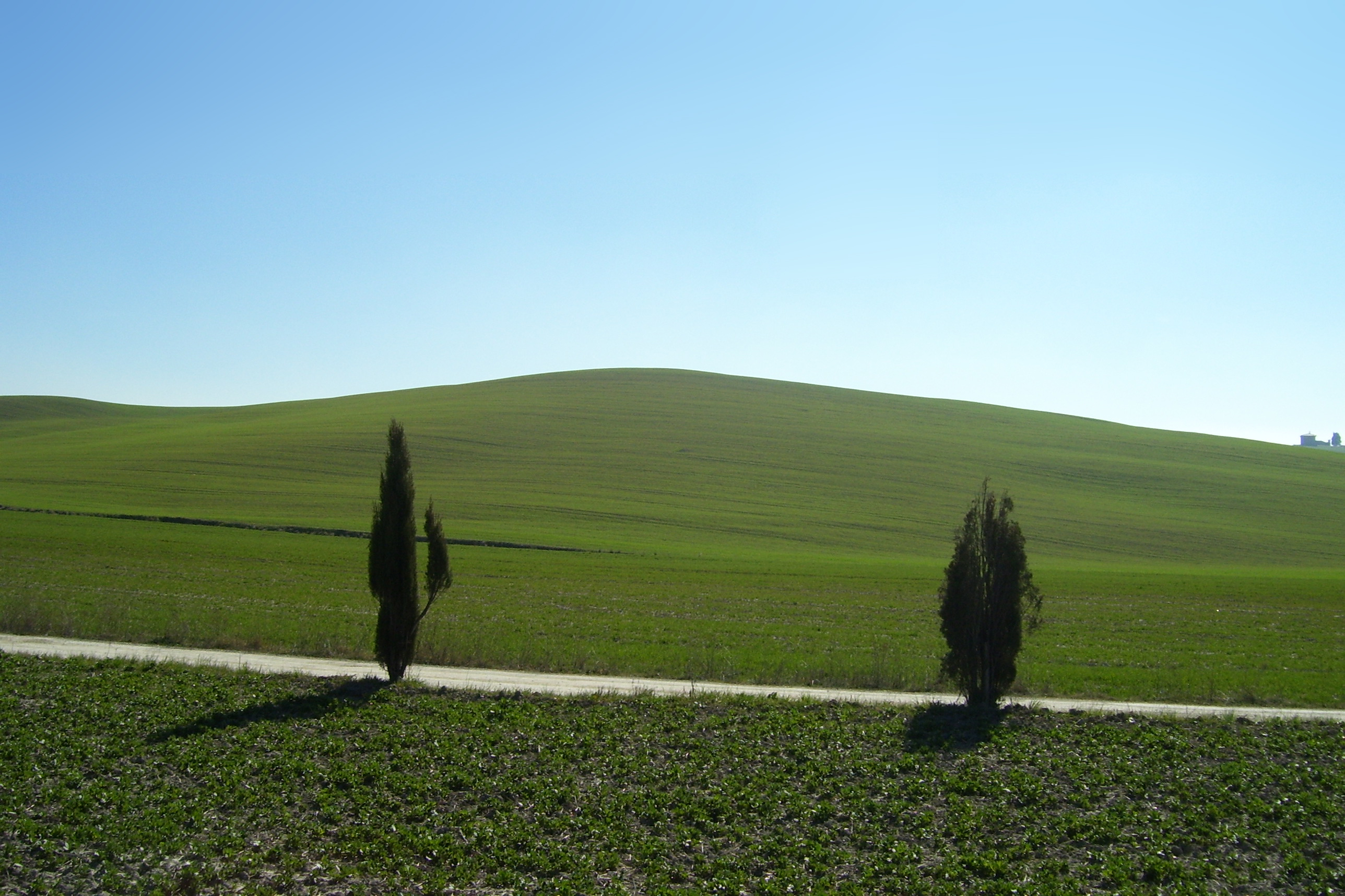
Scorcio di campagna
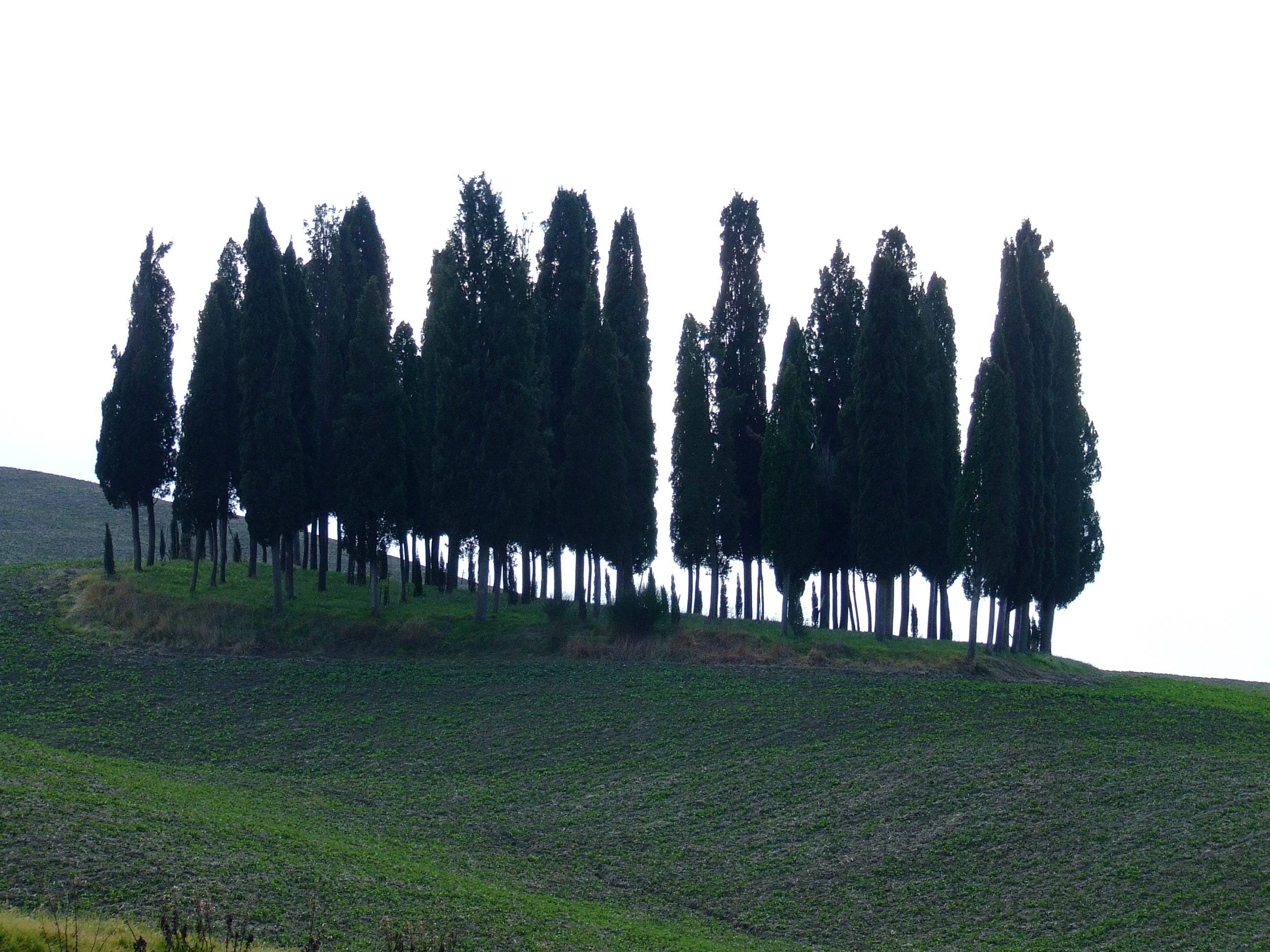
Il bosco dei Cipressi, vicino a San Quirico, scorcio tipico della valle
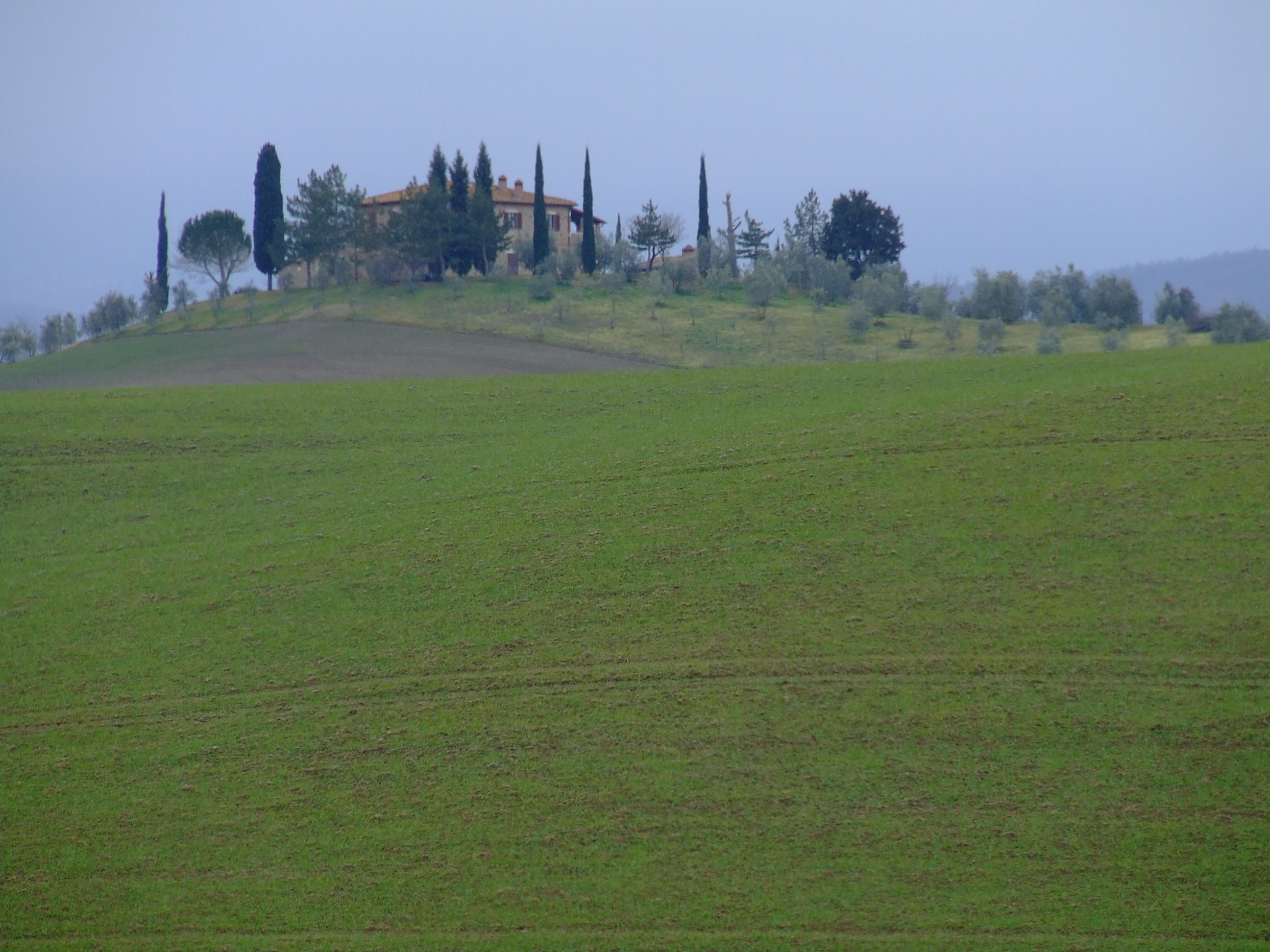
Casa colonica, con cipressi caratteristici e piantagioni
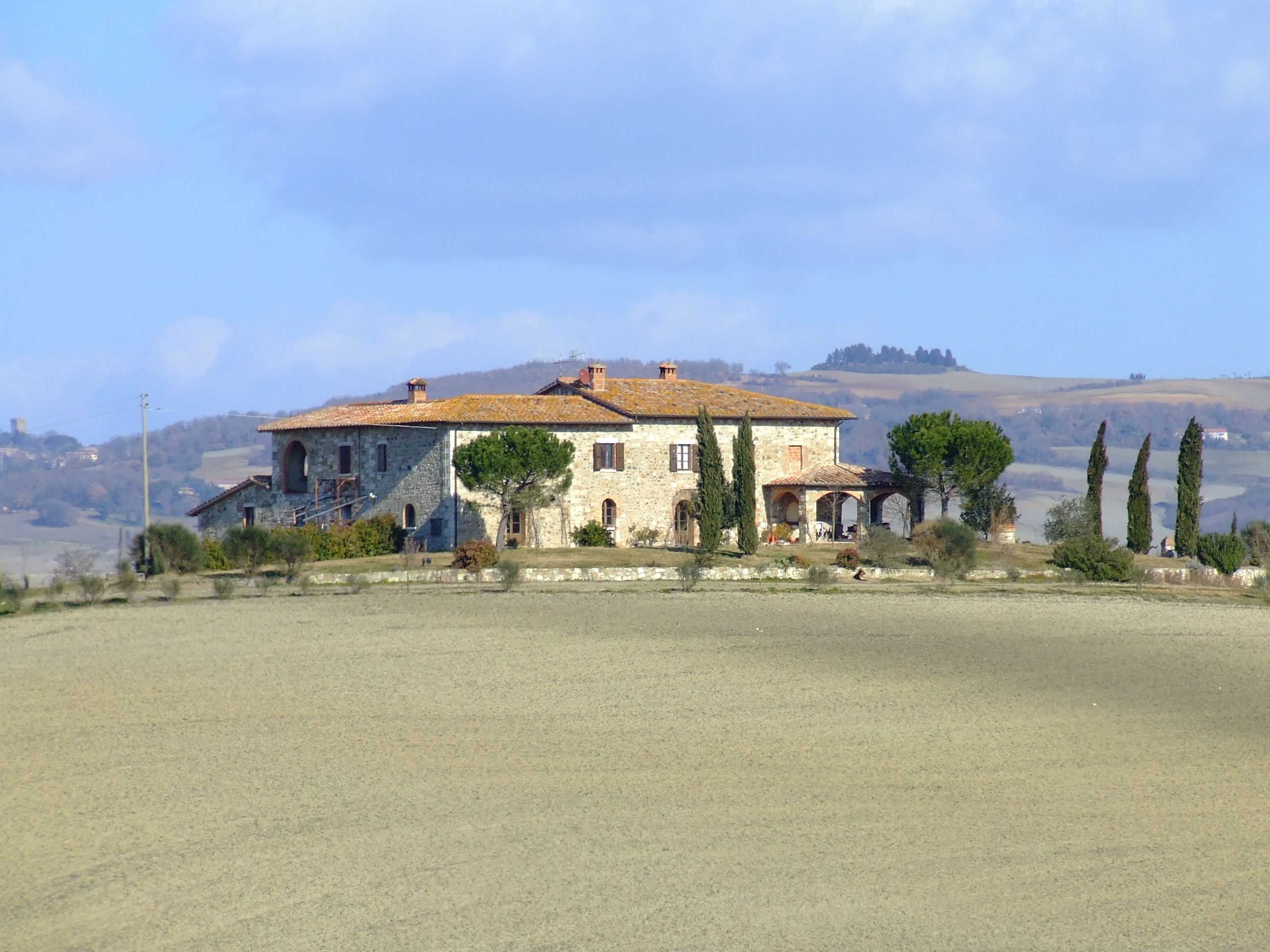
Casa colonica in dettaglio
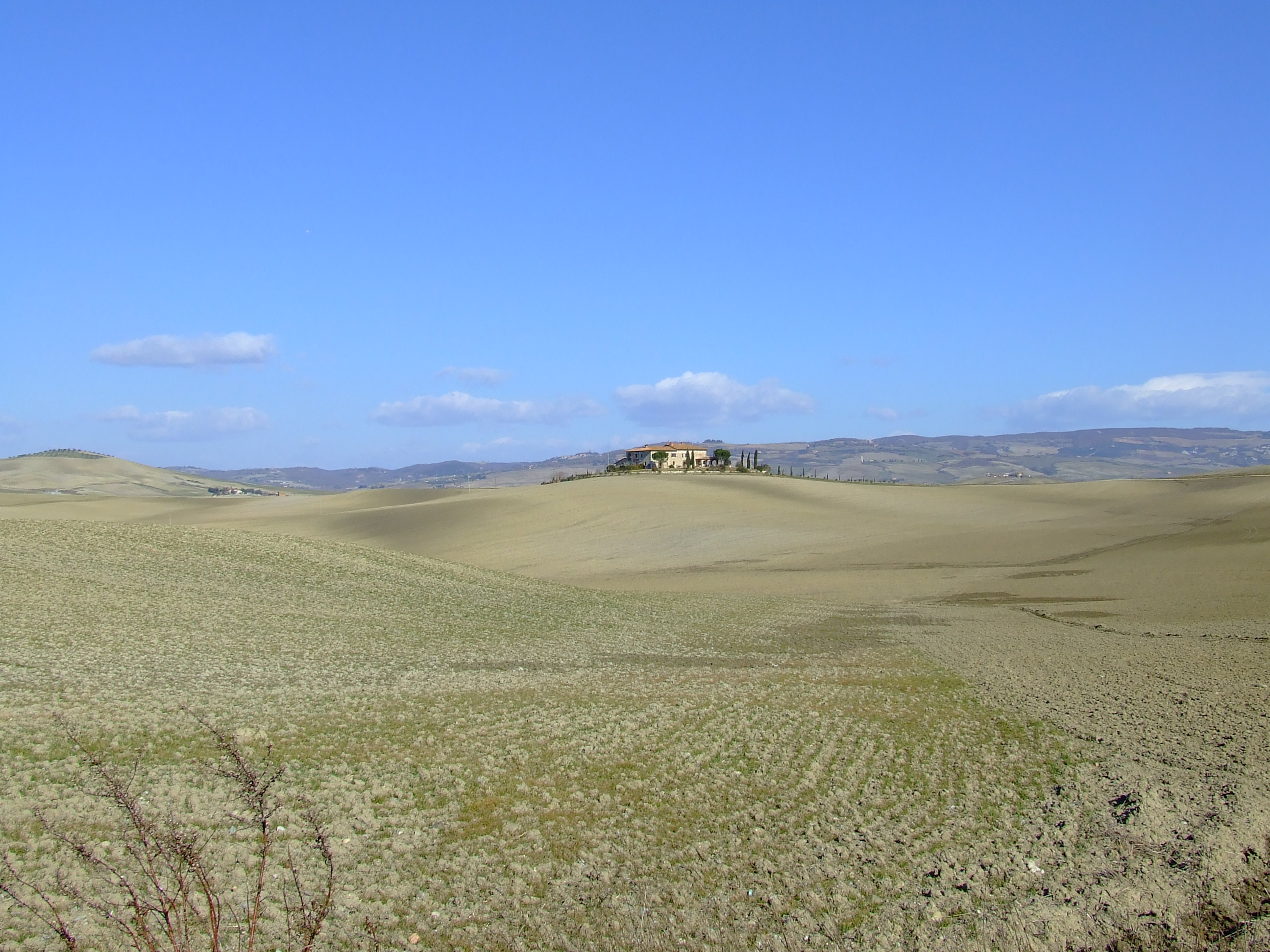
Paesaggio rurale tipico
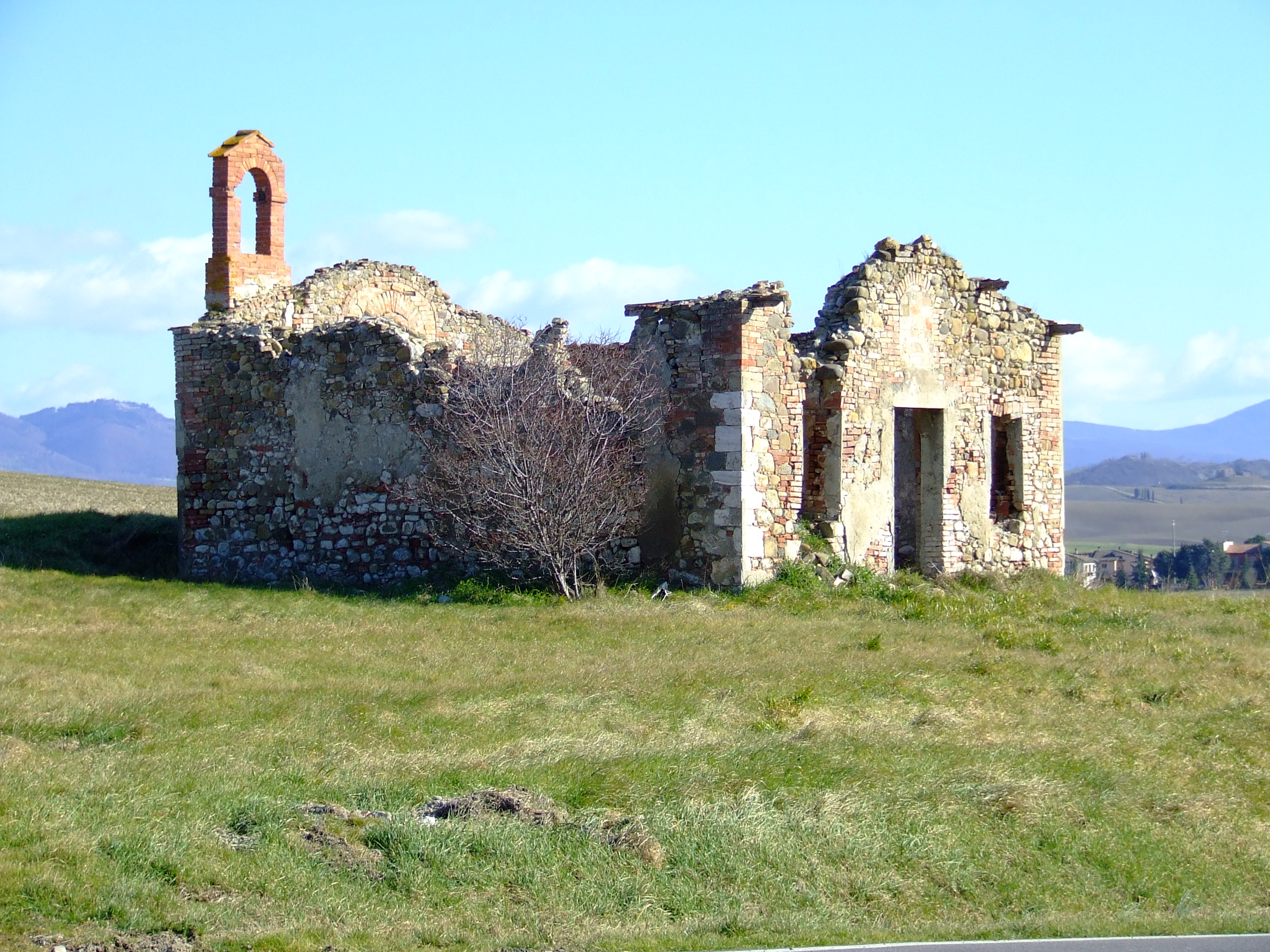
Chiesetta diruta dell'antica stazione di posta "La Scala" nei pressi di Gallina (Castiglione d'Orcia)
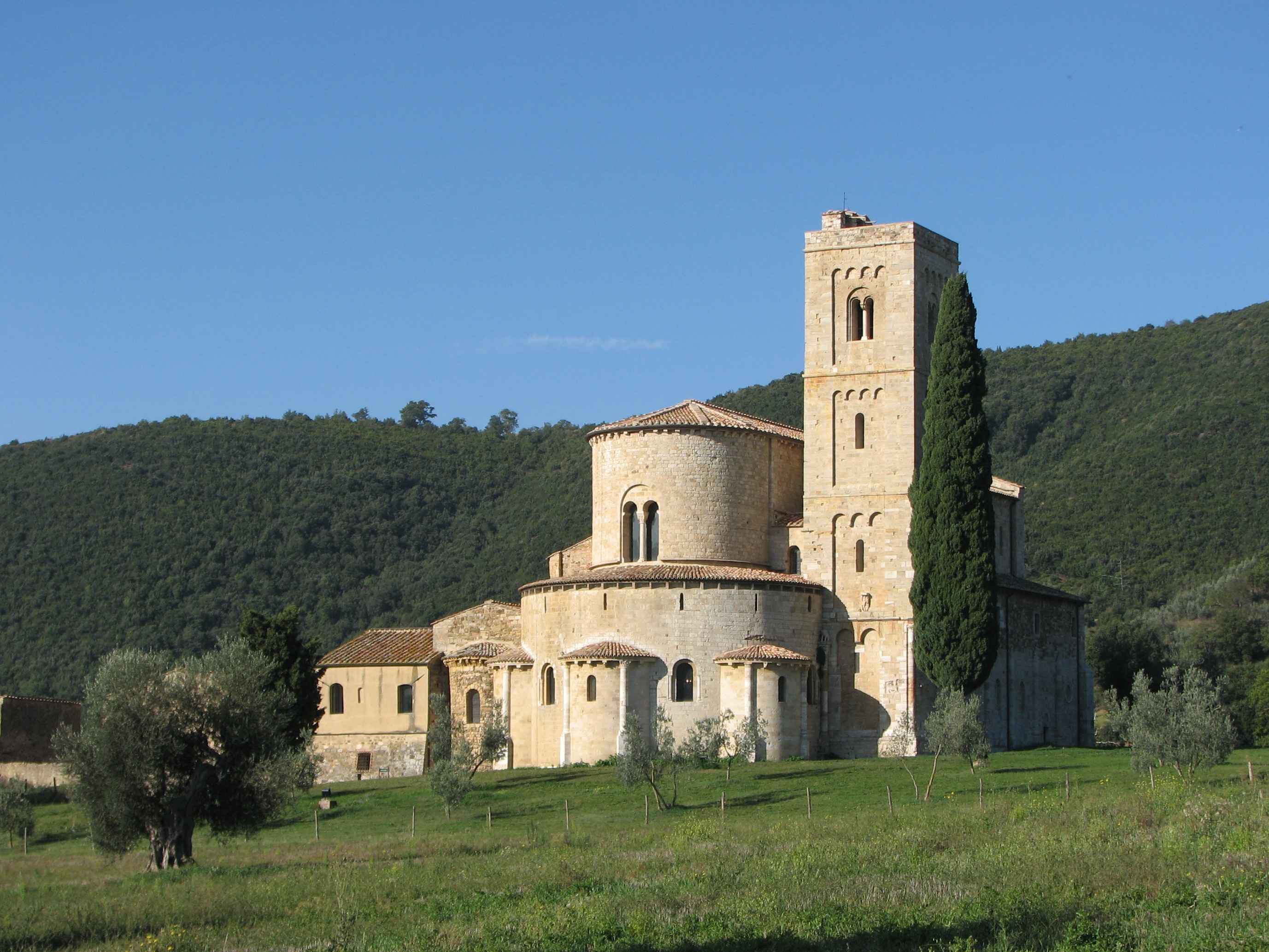
Abbazia di Sant'Antimo (X secolo), presso Montalcino
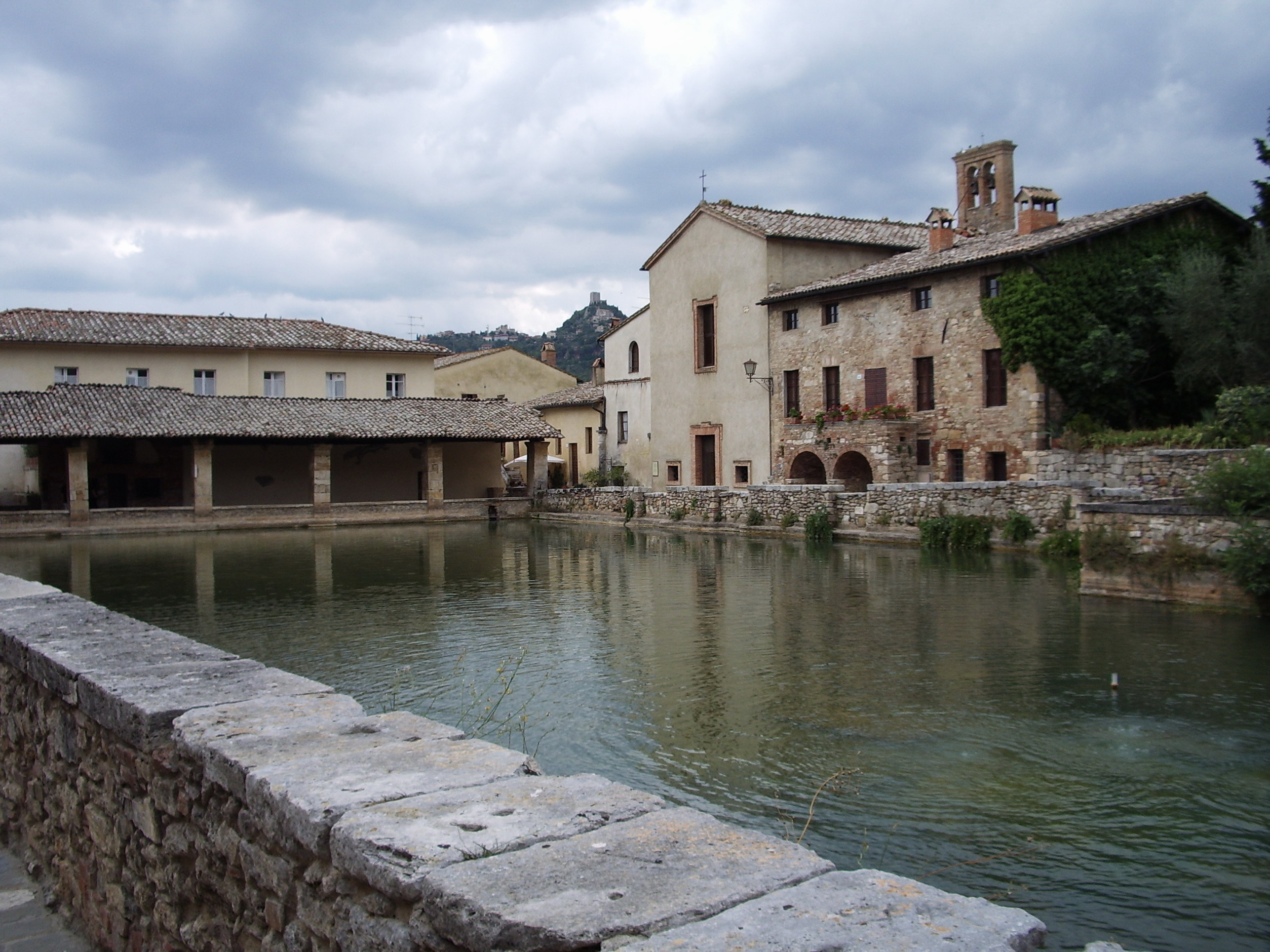
La vasca termale nella piazza di Bagno Vignoni
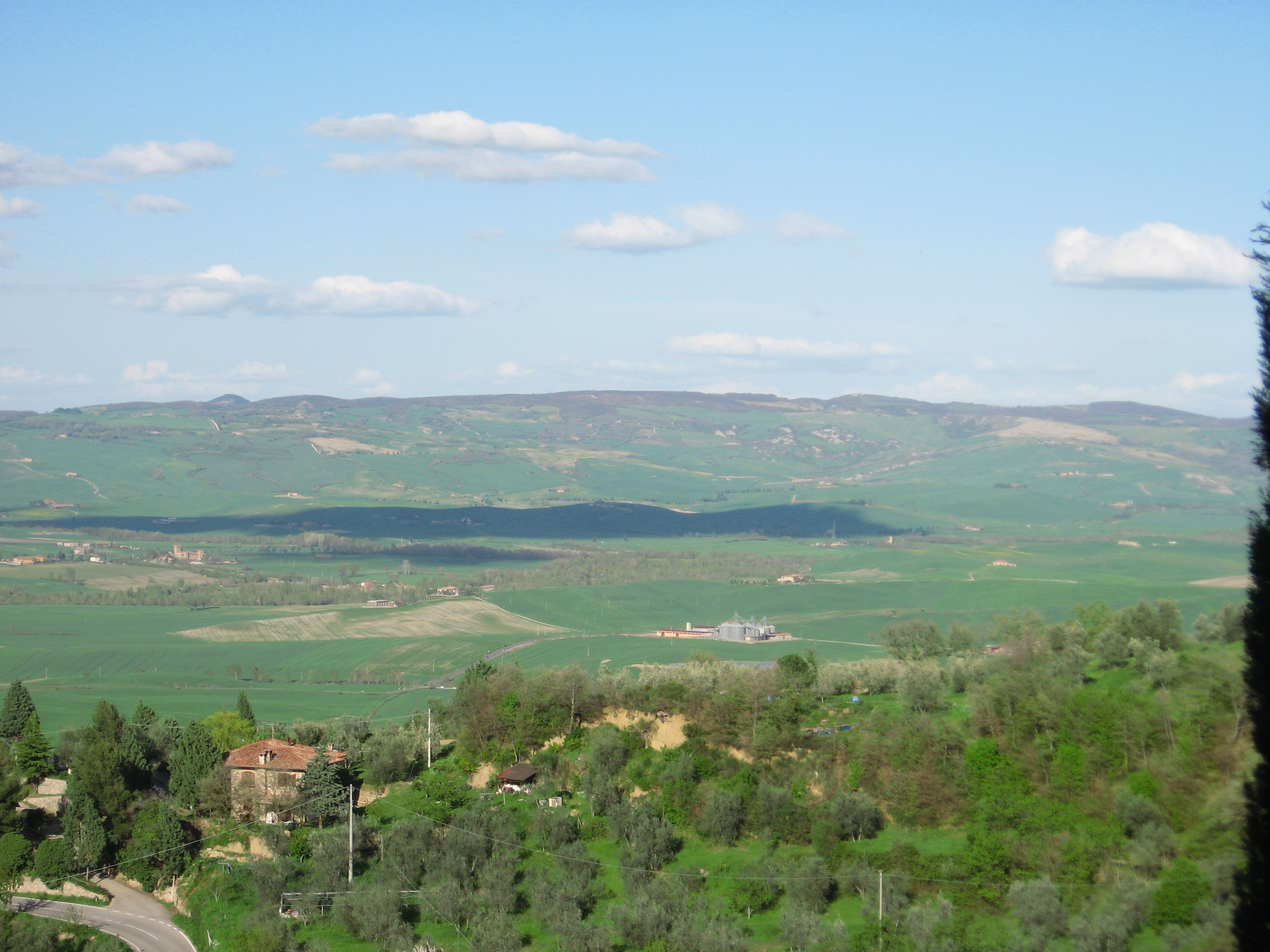
Panorama godibile da Rocca d'Orcia
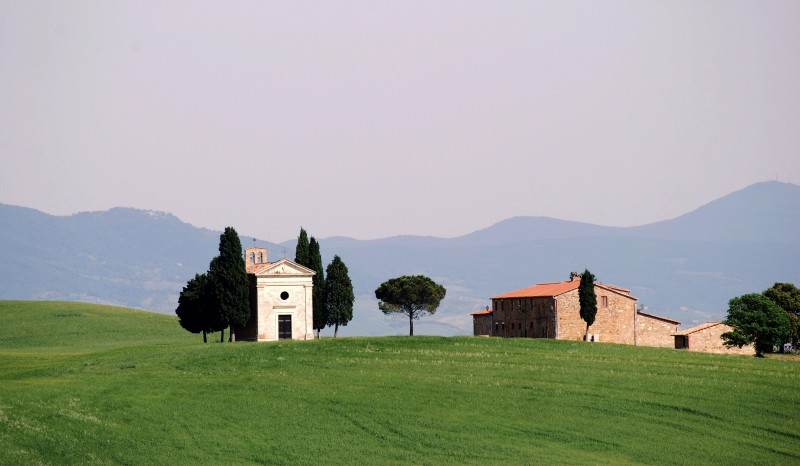
Cappella della Madonna di Vitaleta, nei pressi di San Quirico d'Orcia
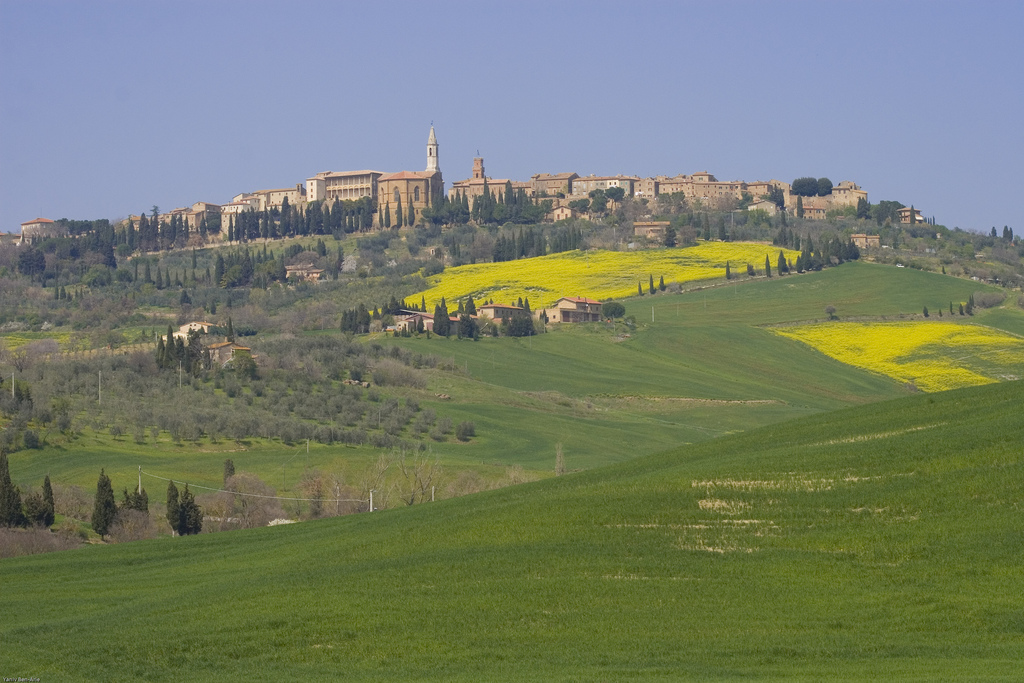
Panorama di Pienza
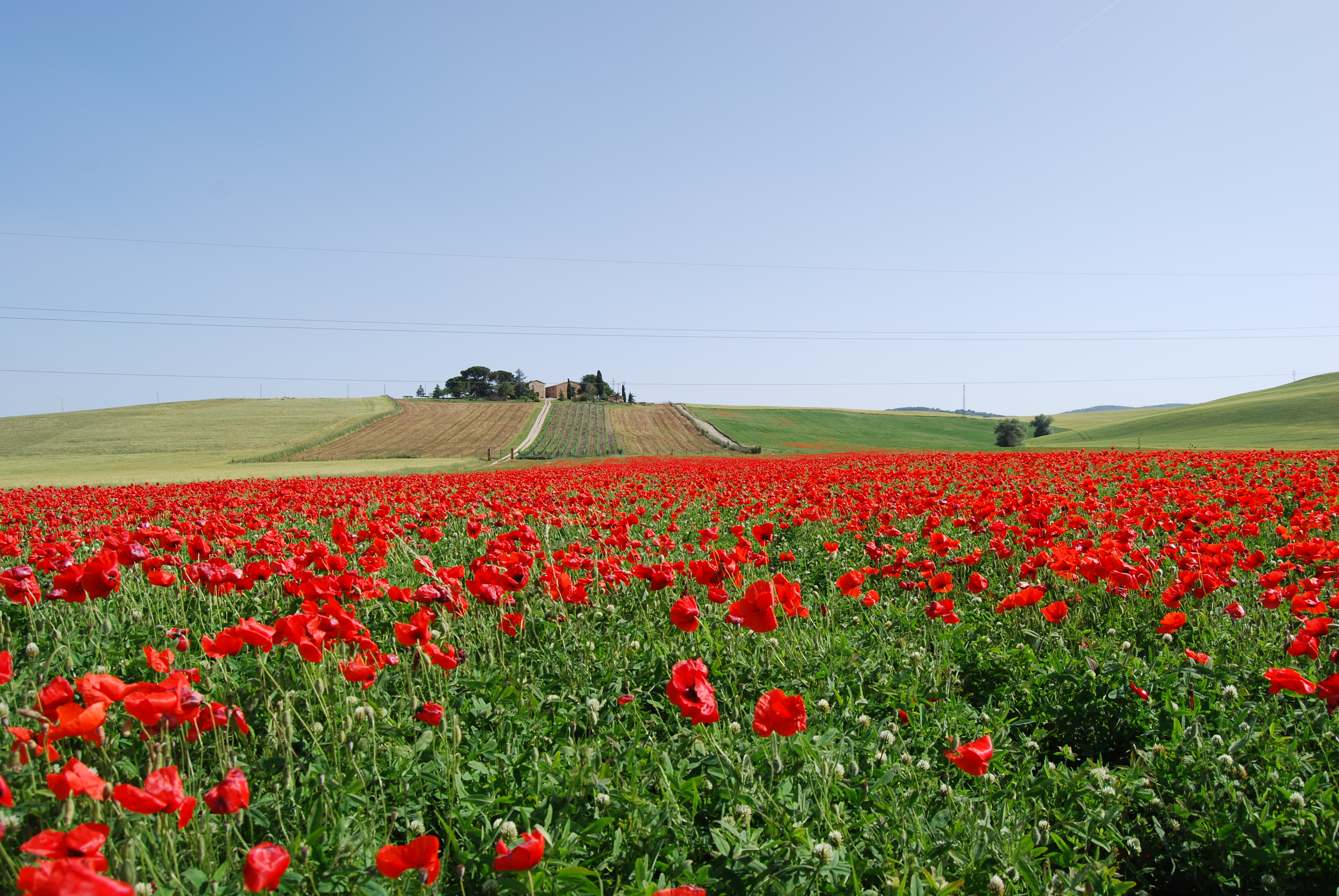